# Albert Botran
Albert Botran Pahissa (Molins de Rey, 1984) es un historiador y político español de ideología independentista catalana, diputado en el Congreso de los Diputados desde 2019. Desde febrero de 2018 miembro del secretariado nacional de la CUP. Fue diputado del Parlamento de Cataluña por la Candidatura de Unidad Popular-Llamada Constituyente (CUP-CC) por la circunscripción de Barcelona de septiembre de 2015 a octubre de 2017. De 2011 a 2015 fue concejal de la CUP en el Ayuntamiento de Molins de Rey. Ha sido diputado en el Congreso entre 2019 y 2023. Es miembro de Poble Lliure.

## Biografía
Tiene un máster en Historia Comparada por la Universidad Autónoma de Barcelona y ha escrito varios libros sobre Historia moderna y contemporánea de Cataluña. 
Ha trabajado como técnico de proyectos en Òmnium Cultural.
Es colaborador habitual del periódico El Punt Avui y de Radio Molins de Rei.

### Trayectoria política
Es militante de la izquierda independentista catalana desde 2002. En 2007 fue uno de los fundadores de la CUP en Molins de Rey.
De 2009 a 2013 fue miembro del Secretariado Nacional de la CUP. En 2011 se presentó a las elecciones municipales por la CUP en el Ayuntamiento de Molins de Rey y fue elegido concejal.
En octubre de 2014 fue uno de los firmantes del manifiesto Nous temps, noves eines. Per la independència, pel socialisme, pels Països Catalans: ni un pas enrere (Nuevos tiempos, nuevas herramientas. Por la independencia, por el socialismo, por los Países Catalanes: ni un paso atrás) publicado el 18 de octubre de 2014 y firmado por miembros de la izquierda independentista y movimientos populares, que dio origen a la creación de la nueva organización independentista Poble Lliure.
En julio de 2015 se presentó a las primarias de la CUP para las elecciones al Parlamento de Cataluña del 27 de septiembre de ese mismo año. Su candidatura fue avalada con el 67 % de los votos. Ocupó el puesto número 5 de la lista de la CUP-Crida Constituent por la circunscripción de Barcelona a las elecciones en el Parlamento de Cataluña de 2015 y fue elegido diputado.
Entre 2018 y 2023 formó parte de la dirección de la CUP. La lista que encabezó para renovar el secretariado nacional, próxima a Poble Lliure, logró un 41,04 % de votos, quedando en segundo lugar y obteniendo cinco puestos.
En 2019 se presentó a las elecciones generales españolas por Barcelona, y fue diputado entre 2019 y 2023, cuando no consiguió un escaño en las elecciones generales.

## Propaganda
- Les proclames de sobirania de Catalunya 1640-1936  (Las proclamas de soberanía de Cataluña 1640-1936) (Coautor) (2009)
- Unitat Popular. La construcció de la CUP i l'independentisme d'esquerres (Unidad Popular. La construcción de la CUP y el independentismo de izquierdas) (2012)
- Botran, Albert; Castellanos, Carles; Sales, Lluís. Introducció a la història dels Països Catalans (Introducción a la historia de los Países Catalanes).  Ediciones del 1979, 2014, p. . ISBN 978-84-940126-7-9.

## Premios
En 2010 ganó el premio Francesc Carreras Candi por la obra "Pensar històricament els Països Catalans" (Pensar históricamente los Países Catalanes. La historiografía y el proyecto nacional de los Países Catalanes (1960-1985)".